# Lochaber-Axt
Die Lochaber-Axt entstand zu Beginn des 16. Jahrhunderts; sie ist eine verbreitete schottische Variante der Streitaxt.
Der Name geht auf die Region Lochaber im Westen des schottischen Hochlandes zurück. Die früheste bekannte urkundliche Erwähnung datiert auf 1501. An einem durchschnittlich 1,5 Meter bis 1,8 Meter langen Stiel war ein um die 2 bis 2,5 Kilogramm schweres Axtblatt befestigt. Die durchschnittlich 45 cm lange Klinge war  entweder über eine Tülle oder zwei Ringe befestigt. Meist wurde für den Stiel der Waffe Eichenholz verwendet. Eingesetzt wurde die Lochaber-Axt von den meist unberittenen Schotten als Hiebwaffe und als Stichwaffe um sich gegen Reiter zu wehren. Mit einem Haken an der Rückseite des Blatts könnte die Axt als Steighilfe beim Erklettern von Mauern genutzt worden sein oder um bei einem Kavallerie-Angriff den Gegner vom Pferd zu ziehen. Die Haken zahlreicher (vor allem später) Exemplare sind dazu jedoch aufgrund ihrer anliegenden Form und geringen Größe nur schlecht geeignet, sodass auch eine profane Verwendung des Hakens zu Lagerungszwecken der Waffe, also zum Aufhängen an einer Stange, nicht ausgeschlossen werden kann.
Trotz der grundlegenden Ähnlichkeiten unterscheidet sich die Lochaber-Axt deutlich von der Hellebarde. Aufgrund der Blattform taugt die Lochaber-Axt nicht zu der für Hellebarden typischen Angriffsweise mit abwärts geführten Zughieben, welche eine rückwärtige Blattneigung erfordern, und ist daher der Mordaxt näher als der Hellebarde.